# Marie Vassiltsjikoff

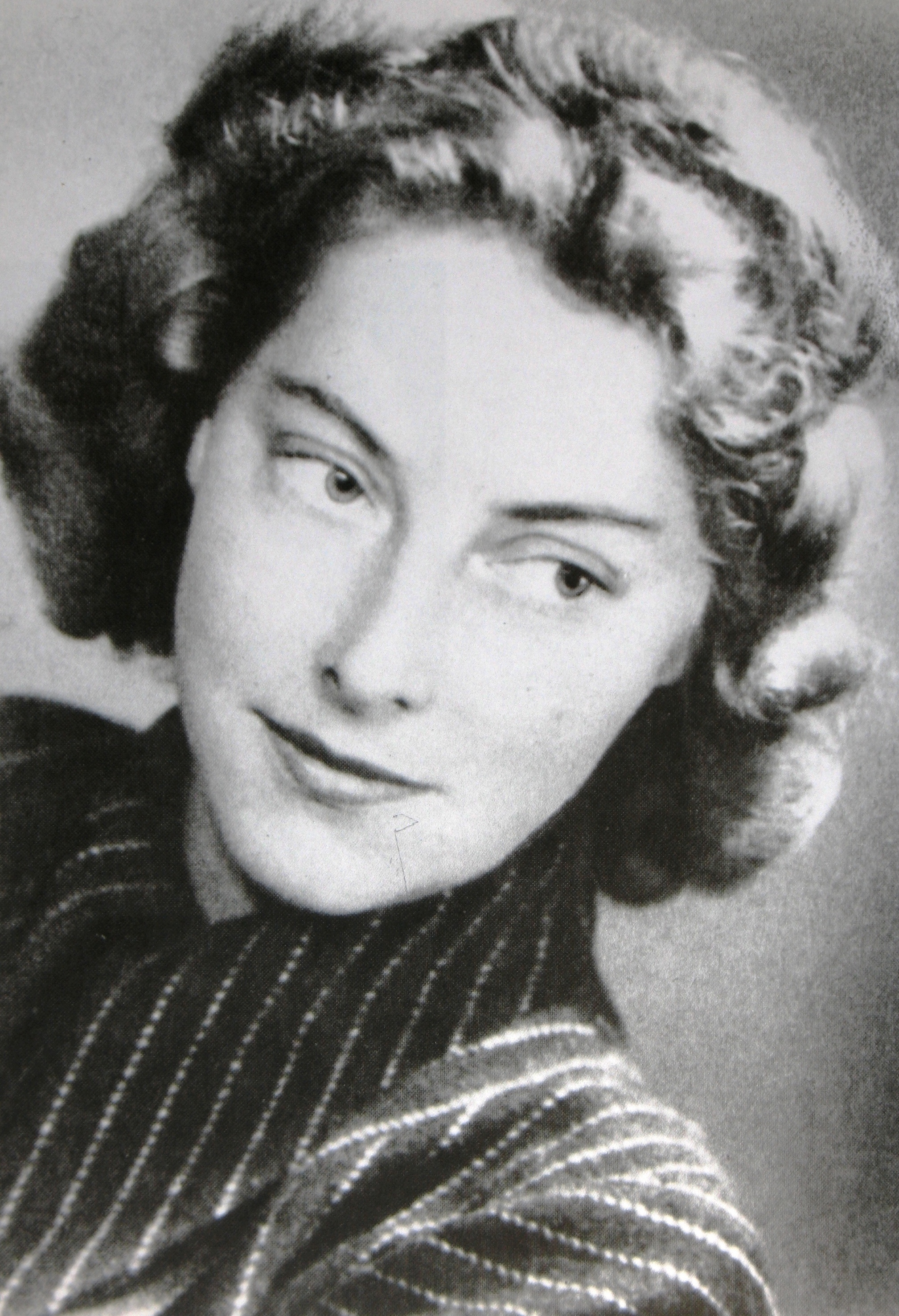
Marie Vassiltsjikoff, 1941

Marie Illarionovna Vassiltsjikoff (Russisch: Мария Илларионовна Васильчикова; Maria Illarionovna Vasiltsjikova) (Sint-Petersburg, 11 januari 1917 – Londen, 12 augustus 1978) was een Russische prinses en dagboekschrijfster, die betrokken was bij de aanslag op Hitler van 20 juli 1944.

## Leven
Prinses Marie Illarionovna Vassiltsjikoff werd als vierde kind van een Doema-lid in de nadagen van het tsaristische rijk geboren. Als leden van de oude aristocratie vluchtte de familie Vassiltsjikoff na de Russische Revolutie in 1919 naar Duitsland. Na ook nog een tijd in Frankrijk te hebben verbleven, woonde Marie Vassiltsjikoff bij het begin van de Tweede Wereldoorlog in Litouwen.
In 1940 verhuisde zij met haar zus Tatjana naar Berlijn, waar ze als staatloze personen werk wisten te krijgen bij de afdeling voorlichting van het Ministerie van Buitenlandse zaken. Daar ontmoette ze Adam von Trott, Claus von Stauffenberg en andere verzetsmensen, en raakte betrokken bij de 20 juli-aanslag op Hitler. Na het mislukken van de aanslag werden Von Trott, Von Stauffenberg en anderen geëxecuteerd, maar Vassiltsjikoff en haar zus ontsprongen de dans en ontkwamen naar Wenen.
In 1946 trouwde Vassiltsjikoff met een Amerikaanse militair en verhuisde naar Parijs. Na de dood van haar echtgenoot in 1971 ging ze in Londen wonen, waar ze in 1978 op 61-jarige leeftijd overleed aan leukemie.

## Dagboek
Vassiltsjikoff is vooral bekend geworden door haar postuum verschenen, in het Engels geschreven dagboek Berlin Diaries, 1940-1945 (in Nederland  gepubliceerd in de reeks Privé-domein als Berlijns dagboek 1940-1945). Het is een gedetailleerd en uniek ooggetuigenverslag van de mislukte poging van graaf Von Stauffenberg om Hitler te doden, alsook van de bombardementen op Berlijn. Het dagboek kan ook gelezen worden als een surreële kroniek, inclusief alle roddels, van de ondergang van de oude aristocratie in Europa. Hans Warren schreef erover in De Tijd: “Wie enig inzicht wil krijgen in het bizarre, soms absurde leven in de hoogste kringen in Berlijn en Wenen tijdens de hevige bombardementen moet het lezen. Dit dagboek behoort tot de meest fascinerende van deze eeuw”.